# 나치 사냥꾼

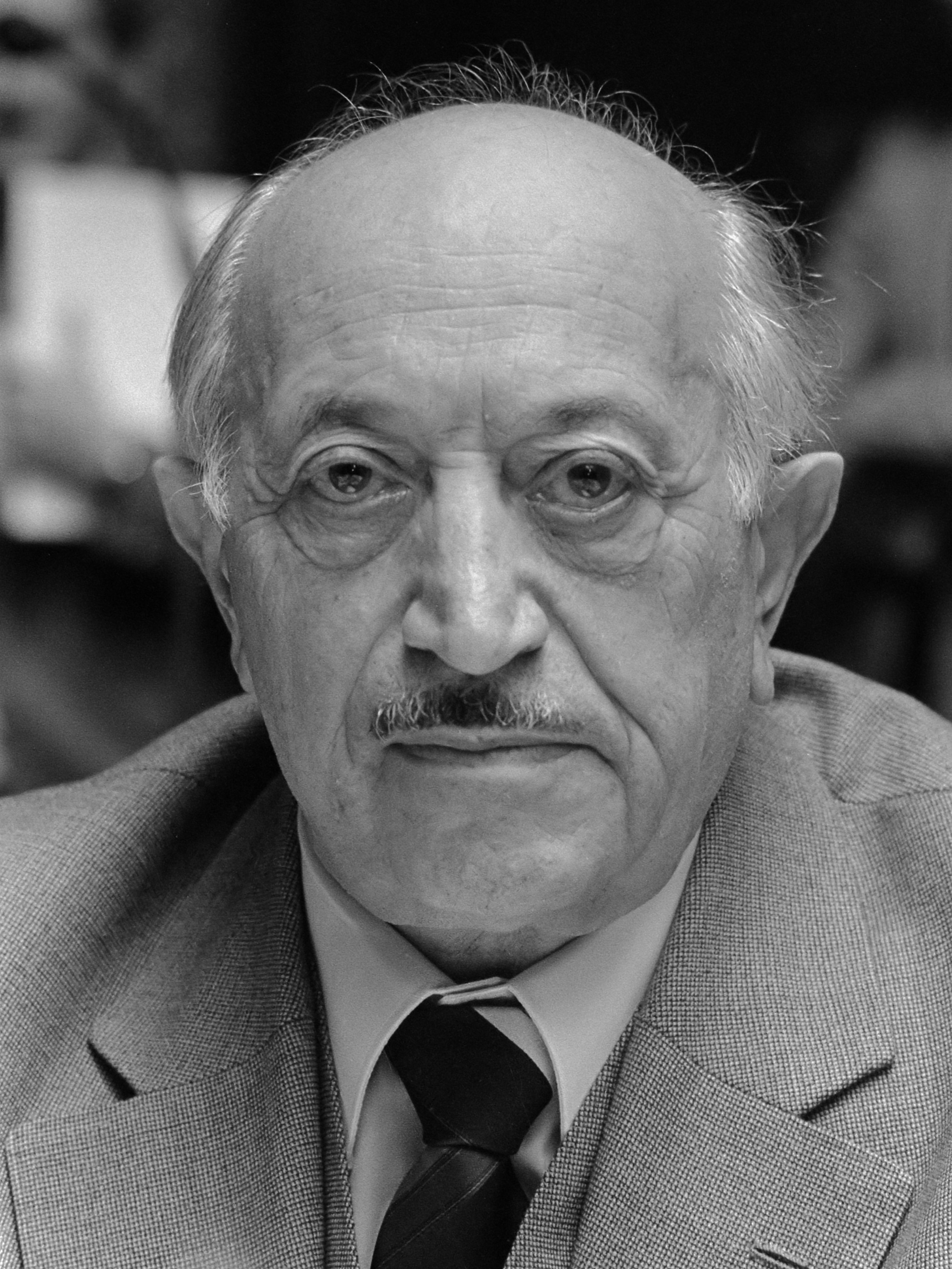
지몬 비젠탈

나치 사냥꾼(Nazi hunter)은 홀로코스트에 연루된, 전쟁 범죄와 인도에 반한 범죄 혐의로 재판에 사용하기 위해 혐의를 받는 전직 나치, 즉 SS 대원들과 나치 협력자들을 추적하고 정보를 수집하는 개인이다. 유명한 나치 사냥꾼들은 지몬 비젠탈, 투비아 프리드먼, 세르주 클라르스펠트, 베아테 클라르스펠트, 이안 세이어, 야론 스보레이, 엘리엇 웰즈, 그리고 에프라임 주로프를 포함한다.